# Record d'Europe de natation dames du 200 mètres nage libre
Record d'Europe de natation dames du 200 mètres nage libre

## Bassin de 50 mètres
| Temps            | Athlète               | Naissance | Âge | Nationalité          | Compétition                       | Lieu        | Date               |
| ---------------- | --------------------- | --------- | --- | -------------------- | --------------------------------- | ----------- | ------------------ |
| 2 min 50 s 4     | Lotte Lehmann         |           |     | République de Weimar |                                   | Duisbourg   | 15 septembre 1925  |
| 2 min 47 s 8     | Reni Erkens           |           |     | République de Weimar |                                   | Duisbourg   | 17 janvier 1928    |
| 2 min 42 s 8     | Marie Braun           |           |     | Pays-Bas             |                                   | Paris       | 2 mars 1930        |
| 2 min 40 s 8     | Marie Braun           |           |     | Pays-Bas             |                                   | Amsterdam   | 21 septembre 1931  |
| 2 min 28 s 6     | Willy den Ouden       | 1918      | 15  | Pays-Bas             |                                   | Rotterdam   | 3 mai 1933         |
| 2 min 27 s 6 (y) | Willy den Ouden       | 1918      | 16  | Pays-Bas             |                                   | Durdee      | 5 mai 1934         |
| 2 min 25 s 3     | Willy den Ouden       | 1918      | 17  | Pays-Bas             |                                   | Copenhague  | 8 septembre 1935   |
| 2 min 24 s 6     | Rie Van Deen          |           |     | Pays-Bas             |                                   | Rotterdam   | 28 février 1938    |
| 2 min 21 s 7     | Ragnhild Hveger       | 1920      | 18  | Danemark             |                                   | Aarhus      | 11 septembre 1938  |
| Nouvelles règles |                       |           |     |                      |                                   |             |                    |
| 2 min 22 s 1     | Corrie Schimmel       |           |     | Pays-Bas             |                                   | Sarrebruck  | 27 juin 1959       |
| 2 min 21 s 5     | Willy Lambour         |           |     | Pays-Bas             |                                   | Leipzig     | 12 juin 1960       |
| 2 min 21 s 3     | Héda Frost            | 1936      | 24  | France               |                                   | Alger       | 12 juillet 1960    |
| 2 min 20 s 2     | Jane Cederqvist       |           |     | Suède                |                                   | Haïfa       | 3 mai 1961         |
| 2 min 18 s 2     | Adrie Lasterie        |           |     | Pays-Bas             |                                   | Blackpool   | 26 août 1961       |
| 2 min 18 s 0     | Daniele Beneck        |           |     | Italie               |                                   | Rome        | 27 juillet 1965    |
| 2 min 16 s 2     | Liz Long              |           |     | Royaume-Uni          |                                   | Blackpool   | 11 août 1965       |
| 2 min 16 s 1     | Liz Long              |           |     | Royaume-Uni          |                                   | Blackpool   | 13 août 1965       |
| 2 min 15 s 5     | Claude Mandonnaud     | 1950      | 16  | France               |                                   | Mourenx     | 13 août 1966       |
| 2 min 15 s 0     | Danièle Dorléans      | 1947      | 20  | France               |                                   | Marseille   | 16 août 1967       |
| 2 min 14 s 7     | Olga Kozičová         |           |     | Tchécoslovaquie      |                                   | Žilina      | 6 avril 1968       |
| 2 min 14 s 4     | Olga Kozičová         |           |     | Tchécoslovaquie      |                                   | Santa Clara | 6 juillet 1968     |
| 2 min 12 s 4     | Claude Mandonnaud     | 1950      | 18  | France               |                                   | Paris       | 3 août 1968        |
| 2 min 10 s 2     | Mirjana Šegrt         |           |     | Yougoslavie          |                                   | Bratislava  | 18 août 1968       |
| 2 min 08 s 9     | Gabriele Wetzko       |           |     | Allemagne de l'Est   |                                   | Budapest    | 24 août 1969       |
| 2 min 08 s 2     | Gabriele Wetzko       |           |     | Allemagne de l'Est   |                                   | Barcelone   | 10 septembre 1970  |
| 2 min 07 s 2     | Anke Rijnders         |           |     | Pays-Bas             |                                   | Hanovre     | 18 avril 1972      |
| 2 min 07 s 05    | Andrea Eife           |           |     | Allemagne de l'Est   |                                   | Munich      | 1er septembre 1972 |
| 2 min 06 s 27    | Andrea Eife           |           |     | Allemagne de l'Est   |                                   | Munich      | 1er septembre 1972 |
| 2 min 05 s 70    | Andrea Eife           |           |     | Allemagne de l'Est   |                                   | Berlin-Est  | 12 juillet 1973    |
| 2 min 05 s 64    | Kornelia Ender        |           |     | Allemagne de l'Est   |                                   | Utrecht     | 19 août 1973       |
| 2 min 05 s 52    | Andrea Eife           |           |     | Allemagne de l'Est   |                                   | Belgrade    | 5 septembre 1973   |
| 2 min 05 s 25    | Angela Franke         |           |     | Allemagne de l'Est   |                                   | Rostock     | 5 juillet 1974     |
| 2 min 05 s 14    | Enith Brigitha        |           |     | Pays-Bas             |                                   | Utrecht     | 25 juillet 1974    |
| 2 min 03 s 22    | Kornelia Ender        | 1958      | 16  | Allemagne de l'Est   | Championnats d'Europe             | Vienne      | 22 août 1974       |
| 2 min 02 s 27    | Kornelia Ender        | 1958      | 17  | Allemagne de l'Est   |                                   | Dresde      | 15 mars 1975       |
| 1 min 59 s 78    | Kornelia Ender        | 1958      | 18  | Allemagne de l'Est   |                                   | Berlin      | 2 juin 1976        |
| 1 min 59 s 26    | Kornelia Ender        | 1958      | 18  | Allemagne de l'Est   | Jeux Olympiques                   | Montréal    | 22 juillet 1976    |
| 1 min 59 s 04    | Barbara Krause        | 1959      | 19  | Allemagne de l'Est   | Championnats d'Allemagne de l'Est | Berlin      | 2 juillet 1978     |
| 1 min 58 s 33    | Barbara Krause        | 1959      | 21  | Allemagne de l'Est   | Jeux Olympiques                   | Moscou      | 24 juillet 1980    |
| 1 min 57 s 75    | Kristin Otto          | 1966      | 18  | Allemagne de l'Est   | Championnats d'Allemagne de l'Est | Magdebourg  | 23 mai 1984        |
| 1 min 57 s 55    | Heike Friedrich       | 1970      | 16  | Allemagne de l'Est   | Championnats d'Allemagne de l'Est | Berlin      | 18 juin 1986       |
| 1 min 56 s 78 RM | Franziska van Almsick | 1978      | 16  | Allemagne            | Championnats du monde (f)         | Rome        | 6 septembre 1994   |
| 1 min 56 s 64 RM | Franziska van Almsick | 1978      | 24  | Allemagne            | Championnats d'Europe (f)         | Berlin      | 3 août 2002        |
| 1 min 56 s 47 RM | Federica Pellegrini   | 1988      | 19  | Italie               | Championnats du monde (d)         | Melbourne   | 27 mars 2007       |
| 1 min 55 s 52 RM | Laure Manaudou        | 1986      | 21  | France               | Championnats du monde (f)         | Melbourne   | 28 mars 2007       |
| 1 min 55 s 45 RM | Federica Pellegrini   | 1988      | 20  | Italie               | Jeux Olympiques (s)               | Pékin       | 11 août 2008       |
| 1 min 54 s 82 RM | Federica Pellegrini   | 1988      | 20  | Italie               | Jeux Olympiques (f)               | Pékin       | 13 août 2008       |
| 1 min 54 s 47 RM | Federica Pellegrini   | 1988      | 21  | Italie               | Championnats d'Italie (f)         | Riccione    | 8 mars 2009        |
| 1 min 53 s 67 RM | Federica Pellegrini   | 1988      | 21  | Italie               | Championnats du monde (d)         | Rome        | 28 juillet 2009    |
| 1 min 52 s 98    | Federica Pellegrini   | 1988      | 21  | Italie               | Championnats du monde (f)         | Rome        | 29 juillet 2009    |

## Bassin de 25 mètres
| Temps                          | Athlète               | Naissance | Âge | Nationalité | Compétition                | Lieu      | Date             |
| ------------------------------ | --------------------- | --------- | --- | ----------- | -------------------------- | --------- | ---------------- |
| Meilleure performance mondiale |                       |           |     |             |                            |           |                  |
| 1 min 58 s 83                  | Enith Brighita        | 1955      | 21  | Pays-Bas    |                            | Brême     | 6 mars 1976      |
| Record officiel                |                       |           |     |             |                            |           |                  |
| 1 min 55 s 84                  | Franziska van Almsick | 1978      | 15  | Allemagne   |                            | Pékin     | 9 janvier 1993   |
| 1 min 55 s 12                  | Martina Moravcova     | 1976      | 22  | Slovaquie   | Championnats d'Europe (f)  | Sheffield | 13 décembre 1998 |
| 1 min 54 s 74                  | Martina Moravcova     | 1976      | 25  | Slovaquie   | Championnats d'Europe (f)  | Anvers    | 16 décembre 2001 |
| 1 min 54 s 64                  | Josefin Lillhage      | 1980      | 25  | Suède       | Coupe du monde (f)         | New York  | 11 février 2005  |
| 1 min 54 s 53                  | Melanie Marshall      | 1982      | 24  | Royaume-Uni | Coupe du monde (f)         | Berlin    | 22 janvier 2006  |
| 1 min 54 s 25                  | Alena Popchanka       | 1979      | 27  | France      | Championnats d'Europe (f)  | Helsinki  | 10 décembre 2006 |
| 1 min 53 s 48                  | Laure Manaudou        | 1986      | 21  | France      | Coupe du monde (f)         | Berlin    | 17 novembre 2007 |
| 1 min 53 s 18                  | Coralie Balmy         | 1987      | 21  | France      | Championnats de France (f) | Angers    | 6 décembre 2008  |
| 1 min 51 s 85 RM               | Federica Pellegrini   | 1988      | 20  | Italie      | Championnats d'Europe (f)  | Rijeka    | 14 décembre 2008 |
| 1 min 51 s 17 RM               | Federica Pellegrini   | 1988      | 21  | Italie      | Championnats d'Europe (f)  | Istanbul  | 13 décembre 2009 |
| 1 min 50 s 78 RM               | Sarah Sjöström        | 1993      | 21  | Suède       | Championnats du monde (f)  | Doha      | 7 décembre 2014  |
| 1 min 50 s 43 RM               | Sarah Sjöström        | 1993      | 23  | Suède       | Coupe du monde FINA (f)    | Eindhoven | 12 août 2017     |